# Эйдман, Игорь Виленович
И́горь Виле́нович Э́йдман (род. 25 сентября 1968, Нижний Новгород) — российский публицист, социолог. В настоящее время проживает в Берлине. Решением Министерства юстиции России внесён в реестр иностранных агентов.

## Биография

### Происхождение и образование
Игорь Эйдман родился в 1968 году в Горьком (ныне Нижний Новгород). Отец ‒ Вилен Яковлевич Эйдман, доктор физико-математических наук, соавтор и ученик нобелевского лауреата Виталия Гинзбурга. Двоюродный брат (по материнской линии) политика Бориса Немцова. С детства пристрастился к чтению. Увлекался поэзией Серебряного века.
После окончания школы поступил в Нижегородский государственный университет на исторический факультет. По образованию — историк.

### Карьера
С начала 1990-х работал в журналистике в различных городских СМИ Нижнего Новгорода. Трудился литературным редактором альманаха «Дирижабль», главным редактором еженедельника «Русский клуб». Затем разработал идею Нижегородского государственного жилищного займа и участвовал в её реализации как заместитель директора Нижегородского фонда недвижимости. 
В второй половине 90-х годы возглавлял PR-агентство «Центр социальных инноваций» (Нижний Новгород). Затем перебрался в Москву, где занимался политическим консалтингом. Консультировал известных политиков, депутатов Государственной думы и лидеров федеральных партий. В частности, предложил и разработал антиолигархическую кампанию Бориса Немцова. С 2002 по 2005 годы был главным креативщиком Центра политического консультирования «Никколо М». С 2006 года в течение двух лет занимал должность директора по коммуникациям Всероссийского центра изучения общественного мнения (ВЦИОМ). 
В 2007 году вышла книга Игоря Эйдмана «Прорыв в будущее. Социология интернет-революции». Эта работа получила много положительных отзывов. В частности, кандидат философских наук Михаил Боков называет книгу очень интересной и по-своему революционной.
Вскоре Эйдман опубликовал цикл статей в российской прессе, посвящённых социально-политическим последствиям интернет-революции. Публиковал футурологические статьи по переспективам развития новых социальных информационных технологий в изданиях «Время новостей», «Незивисимой газете», журналах «Компьютерра», «Свободная мысль» и др. 
Во время работы во ВЦИОМ передал информацию журналу The New Times о коррупции с участием руководства этой организации и ведущих сотрудников, о тесном сотрудничестве с администрацией президента, а также о полной подконтрольности ВЦИОМ федеральным властям. В результате журнал опубликовал цикл статей о ситуации во ВЦИОМ. Автором материалов была Наталья Морарь. После того, как ВЦИОМ обратился в суд с иском о защите деловой репутации к изданию The New Times Эйдман выступил в роли свидетеля со стороны защиты журнала. История получила широкий резонанс. В адрес Эйдмана стали поступить угрозы. Вскоре эмигрировал в Германию.

## Общественная позиция

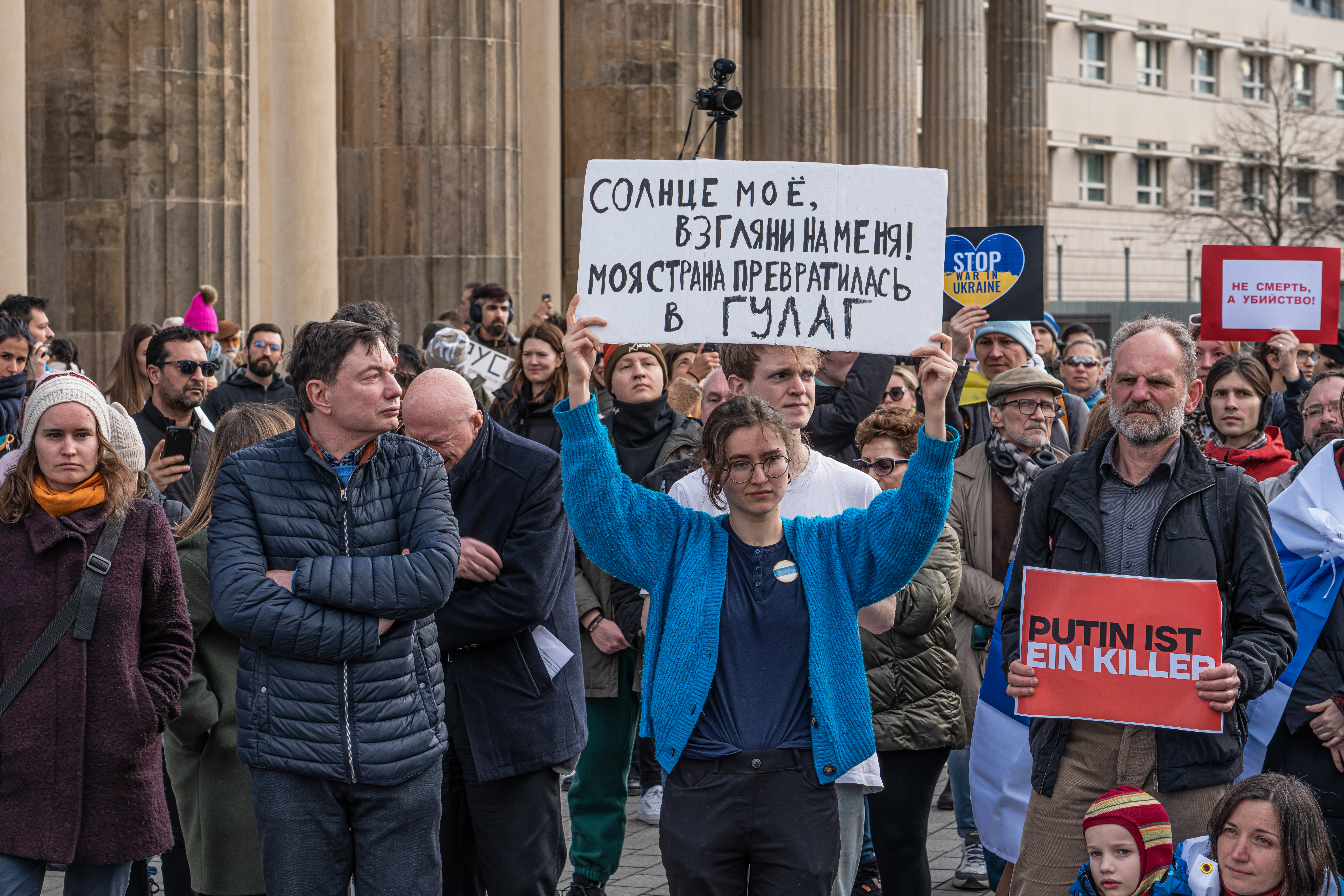
Игорь Эйдман среди участников акции в Берлине за военную помощь Украине и против каких-либо переговоров с Путиным

В 2010 году Игорь Эйдман участвовал в разработке социальной сети подписантов обращения «Путин должен уйти». Его антиклерикальные публикации по делу группы Pussy Riot на сайте «Эха Москвы» стали поводом для волны доносов в российские правоохранительные органы на автора со стороны провластных православных активистов (Аркадия Мамонтова, Кирилла Фролова и т. д.).
В 2014 году вышла книга Эйдмана «Новая национальная идея Путина». Ещё через два года ‒ опубликовал работу Das System Putin: Wohin steuert das neue russische Reich?. Эта книга вышла на немецком, польском и румынском языках. Впоследствии неоднократно переиздавалась. В западной прессе и в русскоязычных оппозиционных СМИ был опубликован целый ряд положительный рецензий.
Жёсткий критик режима авторитарной власти Владимира Путина. Статьи Эйдмана и интервью с ним регулярно печатались в ведущих немецких изданиях. В частности, в журнале Focus, газетах Neue Zürcher Zeitung, Frankfurter Allgemeine Zeitung, Süddeutsche Zeitung и другие. Комментарии публициста на актуальные темы публиковались во многих известных украинских и оппозиционных российских СМИ, а также в западной прессе. Эйдман является одним из наиболее цитируемых исследователей путинизма, как социальной и политической системы. Часто приглашается в роли эксперта в различные политические ток-шоу или информационные программы.
Игорь Эйдман ‒ руководитель Форума русскоязычных европейцев, признанного в России «нежелательной организацией», а также общества «Немецко-российский правозащитный диалог», реализовавшего ряд проектов при поддержке МИД Германии. Член Совета Форума свободной России. 
В 2023 году внесён в реестр иностранных агентов. За неисполнение российского законодательства об иностранных агентах (не маркирует свои материалы соответствующей плашкой) проходит обвиняемым в суде Нижнего Новгорода.

## Книги Игоря Эйдмана
- Игорь Эйдман. «Прорыв в будущее. Социология интернет-революции». — ОГИ, Москва, 2007. — 384 с. — ISBN 978-5-94282-433-4.
- Игорь Эйдман. «Новая национальная идея Путина». — Эксмо, 2014. — 250 с. — ISBN 978-5-4438-0818-5.
- Igor Eidman. Das System Putin: Wohin steuert das neue russische Reich? (нем.). — Ludwig Buchverlag; Originalausgabe Edition, 2016. — 288 S. — ISBN 978-3453280830.